# Engyum virgulatum
Engyum virgulatum är en skalbaggsart som först beskrevs av Bates 1880. Engyum virgulatum ingår i släktet Engyum och familjen långhorningar.
Artens utbredningsområde är:
- Guatemala.
- Honduras.
- Panama.
- Venezuela.

Inga underarter finns listade i Catalogue of Life.